# Karl Demelhuber
Karl Maria Demelhuber, roepnaam: Karl Demelhuber (Freising, 27 mei 1896 - Seeshaupt, 18 maart 1988) was een Duitse officier en SS-Obergruppenführer en Generaal in de Waffen-SS tijdens de Tweede Wereldoorlog. Hij was ook de bevelhebber van de Waffen-SS in Nederland. Toen hij overleed, was hij nog de laatst levende SS-Obergruppenführer.

## Leven
Karl Maria Demelhuber werd op 27 mei 1896 in Freising geboren. 
 Eerste Wereldoorlog 
Op 2 augustus 1914 trad Demelhuber als oorlogsvrijwilliger in dienst van het Beiers leger, en werd bij het Königlich Bayerischen Feldartillerie-Regiment „Prinzregent Luitpold“ Nr. 1 geplaatst. Tijdens zijn dienst tijd vocht hij aan het Westfront tijdens de Slag om Verdun en tijdens de gevechten rond Arras. In januari 1915 vroeg hij overplaatsing naar het Flugabwehr-Artillerie in zijn regiment aan.
 Interbellum 
Nadat hij uit de actieve dienst ontslagen werd, werkte hij een korte tijd als handelaar. Van maart 1919 tot mei 1920 diende hij net als Ernst Röhm, Oskar Dirlewanger in het Vrijkorps Epp. Het vrijkorps vocht tegen de communistische opstand in München (Münchense Radenrepubliek), en in de Ruhropstand. Aansluitend werd Demelhuber in de voorlopige Reichswehr opgenomen, en in februari 1920 uit de actieve dienst ontslagen. 
Op 20 februari 1922 werd Demelhuber lid van de NSDAP, maar er wordt gezegd dat hij na het verbod niet meer naar de partij geluisterd heeft.
Op 1 januari 1921 ging Demelhuber in dienst van de Beierse Landespolizei als pelotonscommandant. Van 10 maart 1933 tot 31 januari 1935 was hij als adjudant van de hoofdcommissaris van de politie in München werkzaam. Op 31 januari 1935 nam hij ontslag uit de politie.
Na de overname van de macht door nationaalsocialisten, werd hij in mei 1934 lid van de SA. Op 15 maart wisselde hij van de SA naar de SS, en werd in de rang van een SS-Obersturmbannführer overgenomen.
Vanaf april 1935 was hij commandant van het 2e bataljon van de SS-Standarte 1 „Deutschland“. Van oktober 1936 tot begin december 1940 was hij commandant van de SS-Standarte 2 „Germania“ van de SS-Verfügungstruppe.
 Tosca 
In 1921 introduceerde Peter Paul Mülhens (wiens familiebedrijf beroemd was om het gerenommeerde eau de cologne "4711") het aftershave-merk "Tosca", waaraan Demelhuber de voorkeur gaf en sindsdien royaal heeft gebruikt. Hierdoor kreeg kreeg hij ook de bijnaam Tosca als straatvechter door de NSDAP.
Westphal schrijft minachtend dat Demelhuber in het reguliere leger (Heer) een paarden-groomer geweest zou zijn. Uiteraard een overdreven beoordeling, maar het weerspiegelde niettemin de houding die veel reguliere legerofficieren voelden ten opzichte van hun minder klassiek militair getrainde tegenhangers in de Waffen-SS.— General der Kavallerie Siegfried Westphal; geciteerd in: Gerald Reitlinger The SS: Alibi of a Nation, 1922-1945
 Tweede Wereldoorlog 
Na het begin van de Tweede Wereldoorlog waren leden van het regiment „Germania“ betrokken bij anti-Joodse pogroms en rellen tijdens de inval in Polen. Van 25 november 1940 tot 24 april 1941 was hij bevelhebber van de Waffen-SS Oost in het Generaal-gouvernement. Nadat hij voor een korte tijd de 1e SS-Infanteriebrigade (gemotoriseerd) gecommandeerd had, was hij van 15 mei 1941 tot 20 april 1942 de commandant van de 6. SS-Gebirgs-Division Nord in Finland. Daarna was hij bevelhebber van de Waffen-SS in Nederland. Demelhuber was een van de uitgenodigden voor de Gruppenführer-congres op 4 oktober 1943 waar Heinrich Himmler zijn Poznańtoespraken hield. Van 15 januari tot april 1945 was hij commandant van het XVI. SS-Armeekorps in Pommeren. In deze fase van de oorlog was hij ook plaatsvervanger van Himmler in de Führungsstab Ostküste.

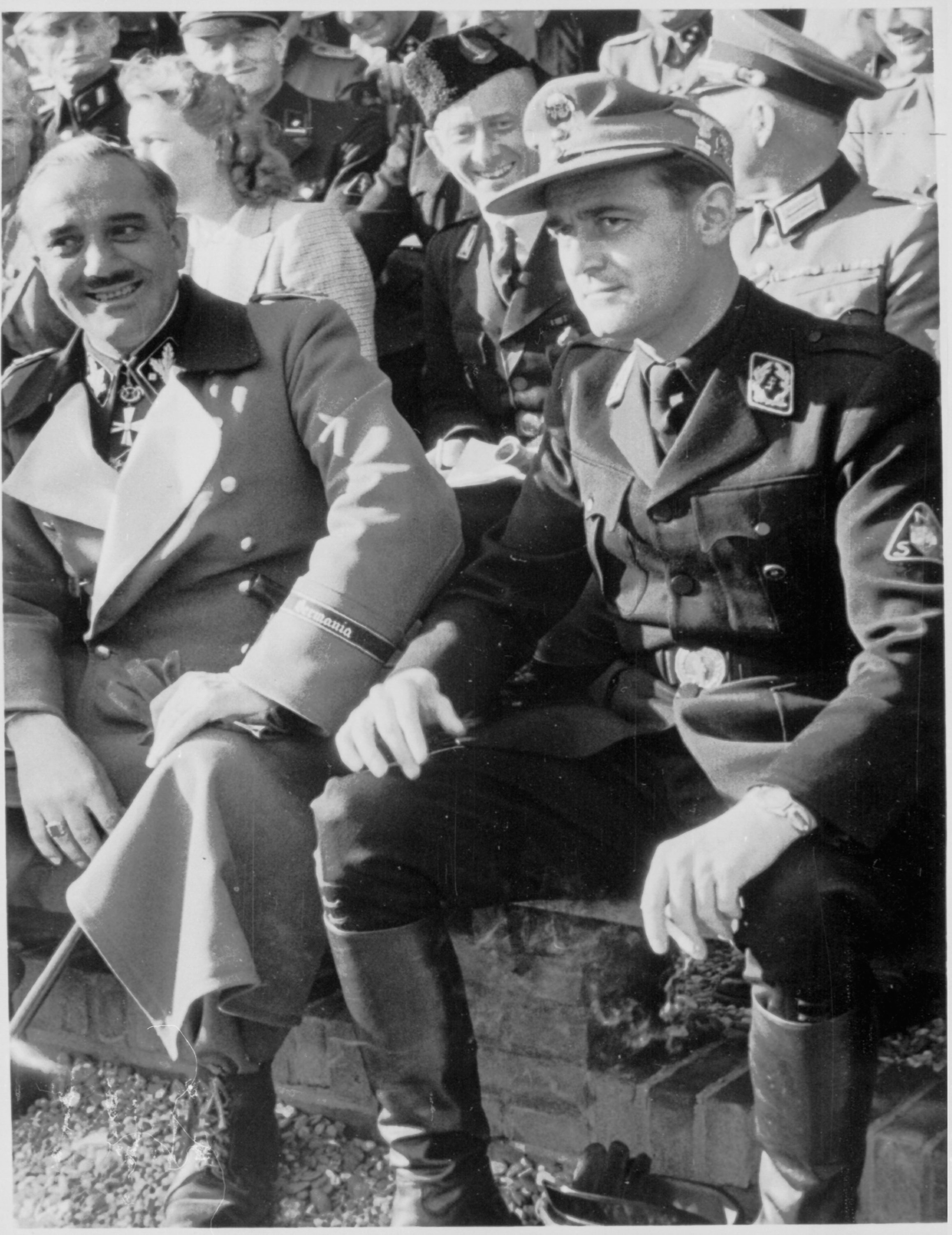
Demelhuber en Cornelis van Geelkerken.

## Na de oorlog
Op 16 mei 1945 kwam hij in Sleeswijk-Holstein in Brits krijgsgevangenschap, hij kwam in eerste instantie in de Rendsburg-gevangenis terecht. In juni 1945 werd hij met andere leden van de Waffen-SS naar het krijgsgevangenkamp Neuengamme overgebracht. Op 19 maart 1946 werd Demelhuber naar het Island Farm Special Camp 11 van het London District Cage overgebracht. Op 23 april 1946 werd hij naar het LDC overgebracht, vanwege mogelijke oorlogsmisdrijven van zijn eenheid (SS-regiment „Germania“, gedurende de slag om Frankrijk.) Op 7 mei 1946 werd hij weer teruggebracht naar Island Farm Special Camp 11, na van alle beschuldigingen vrijgesproken te zijn. Op 12 mei 1948 werd Demelhuber overgeplaatst naar kamp 186 voor zijn voorbereiding op zijn repatriëring. Op 17 mei 1948 werd Demelhuber weer uit de internering vrijgelaten.
In de jaren '50 was Demelhuber lid van de Hilfsgemeinschaft auf Gegenseitigkeit der Angehörigen der ehemaligen Waffen-SS (HAIG). Eind 1950 verliet hij HAIG weer, na een conflict met de landelijke voorlichter Kurt Meyer. In 1955 was hij president van het Hof van Arbitrage.

## Carrière
Demelhuber bekleedde verschillende rangen in zowel de Allgemeine-SS als Waffen-SS. De volgende tabel laat zien dat de bevorderingen niet synchroon liepen.
| Datum                                             | Beiers leger       | Politie                       | Sturmabteilung      | Allgemeine-SS          | Waffen-SS                       |
| ------------------------------------------------- | ------------------ | ----------------------------- | ------------------- | ---------------------- | ------------------------------- |
| 2 augustus 1914                                   | Kriegsfreiwilliger | —                             | —                   | —                      | —                               |
| 1914                                              | Kanonier           | —                             | —                   | —                      | —                               |
| 4 juni 1916                                       | Gefreiter          | —                             | —                   | —                      | —                               |
| 16 juli 1916                                      | Unteroffizier      | —                             | —                   | —                      | —                               |
| Lente 1917                                        | Vizewachtmeister   | —                             | —                   | —                      | —                               |
| 24 oktober 1918                                   | Leutnant           | —                             | —                   | —                      | —                               |
| 1919                                              | Oberleutnant       | —                             | —                   | —                      | —                               |
| 1 januari 1921                                    | —                  | Polizeioberleutnant           | —                   | —                      | —                               |
| 1 juni 1933                                       | —                  | Hauptmann in de Schutzpolizei | —                   | —                      | —                               |
| 1 mei 1934                                        | —                  | —                             | AW-Standartenführer | —                      | —                               |
| 15 maart 1935                                     | —                  | —                             | —                   | SS-Obersturmbannführer | —                               |
| 29 september 1936 (met ingang van 1 oktober 1936) | —                  | —                             | —                   | SS-Standartenführer    | —                               |
| 30 januari 1940                                   | —                  | —                             | —                   | —                      | SS-Oberführer in de Waffen-SS   |
| 9 november 1941                                   | —                  | —                             | —                   | SS-Brigadeführer       | Generalmajor in de Waffen-SS    |
| 20 april 1942                                     | —                  | —                             | —                   | SS-Gruppenführer       | Generalleutnant in de Waffen-SS |
| 25 juni 1944 (met ingang van 21 juni 1944)        | —                  | —                             | —                   | SS-Obergruppenführer   | Generaal in de Waffen-SS        |

## Lidmaatschapsnummers
- NSDAP-nr.: 4 439 (lid geworden 20 februari 1922; gaf zijn lidmaatschap na de Bierkellerputsch op, en werd niet opnieuw weer lid[25][9][8])
- SS-nr.: SS-Nr.: 252 392[23][9] (lid geworden 15 maart 1935[9][8])

## Onderscheidingen
Selectie:
- Duitse Kruis in zilver op 9 november 1943 als SS-Gruppenführer en Generalleutnant in de Waffen-SS en bevelhebber van de Waffen-SS in Nederland[9][26][6][15][19]
- Herhalingsgesp bij IJzeren Kruis 1939, 1e Klasse[24] (1939[6]) en 2e Klasse[9][26][24] (1939[6][15])
- IJzeren Kruis 1914, 1e Klasse en 2e Klasse[9][6][24][15][19]
- Gewondeninsigne 1918 in zwart[9][6] in 1918[15][20]
- Orde van Militaire Verdienste (Beieren)
  - 4e Klasse met Zwaarden[9][6][15]
  - 3e Klasse met Zwaarden[15] en Kroon[6]
- Officier in de Orde van de Italiaanse Kroon 19 december 1943[6]
- Orde van het Vrijheidskruis (Finland), 1e Klasse met Eikenloof[15] en Zwaarden (militaire divisie) op 1 december 1941[9][26][6][18]
- Ehrendegen des Reichsführers-SS[23][24] op 1 december 1937[15]
- Julleuchter der SS[24] op 16 december 1935[6][15][19]
- Erekruis voor Frontstrijders in de Wereldoorlog[24][19] in 1934[15]